# Årslev
Årslev är en tätort i Fåborg-Midtfyns kommun i Region Syddanmark i Danmark. Tätorten har 4 367 invånare (2024). Den ligger på Fyn, cirka 8 kilometer norr om Ringe. Årslev var centralort i Årslevs kommun fram till kommunreformen 2007.